# Roman Dostál
Roman Dostál (* 13. července 1970 Ústí nad Orlicí) je bývalý český biatlonista a mistr světa z vytrvalostního závodu z Mistrovství světa 2005.
Startoval na zimních olympijských hrách v letech 2002, 2006 a 2010, jeho nejlepším individuálním výsledkem je 23. místo ze závodu s hromadným startem v Turíně 2006. V závodech štafet pomohl českému týmu k 5. místu v Salt Lake City 2002. Pravidelně se účastnil světových šampionátů, největším úspěchem pro něj byla zlatá medaile ze závodu na 20 km na MS 2005 v rakouském Hochfilzenu. Tento titul, kterého dosáhl ve svých 34 letech, byl velmi překvapivým vítězstvím (navíc docíleným za velmi špatného počasí), neboť na nejvyšších příčkách se při individuálních závodech světové biatlonové špičky do té doby objevil pouze dvakrát – v rychlostním závodě na Mistrovství Evropy 1999 (2. místo) a v závodě s hromadným startem na Mistrovství světa 2003 (5. místo).
Po ukončení sportovní kariéry začal v roce 2011 působit jako expert komentátorského týmu biatlonových přenosů ve sportovní redakci České televizi.

## Osobní život
Manželkou je bývalá biatlonistka Hanka Rychterová, mají spolu syna Romana a dceru Anitu.